# Kameralamt Künzelsau
Das Kameralamt Künzelsau war eine Einrichtung des Königreichs Württemberg, die im Amtsbezirk Besitz und Einkommen des Staates verwaltete. Es bestand von 1807 bis 1819 in Künzelsau. Das Kameralamt wurde im Rahmen der Neuordnung der Staatsfinanzverwaltung im Königreich Württemberg geschaffen.

## Geschichte
Laut Anordnung vom 7. bzw. 14. Juli 1807 wurden dem Kameralamt Künzelsau die Patrimonialämter Forchtenberg, Ingelfingen, Künzelsau und Kupferzell zugeteilt.
Gemäß Erlass vom 6. Juni 1819 erfolgte die Auflösung des Kameralamts. Der Kameralamtsbezirk wurde dem Kameralamt Schöntal angegliedert mit Ausnahme nachstehender Orte, die den Kameralämtern Öhringen und Rot am See eingegliedert wurden.
Kameralamt Öhringen: Bauersbach, Belzhag, Enzlinsweiler, Ernsbach, Eschental, Feßbach, Forchtenberg, Gaisbach, Goggenbach, Haag, Hesselbach mit Riedern, Keinsbach, Kemmeten, Kuhbach, Kupferzell, Neufels, Neureut, Obererhof, Ohrbachshof, Rechbach, Rüblingen, Schaafhof, Schwarzenweiler, Stolzeneck, Tiefensall, Ulrichsberg, Unterhof, Weckhof, Westernach, Wollmutshofen.
Kameralamt Rot am See: Alkertshausen, Altenberg, Bächlingen, Bartenstein, Bieselberg, Billingsbach, Brachbach, Brüchlingen, Calwersbach, Crailshausen, Dünsbach, Eichholz, Eichwiesen, Gütbach, Herrentierbach, Heuchlingen, Hornungshof, Hürden, Klopfhof, Könnbronn, Kreuzfeld, Langenburg, Leutersweiler, Ludwigsruhe, Maisenhof, Mittelbach, Morstein, Nesselbach, Neuhof, Niedersteinach, Oberregenbach, Obersteinach, Rappoldshausen, Raupoldshof, Reichertswiesen, Riedbach, Sandelsbronn, Schrozberg, Sigisweiler, Simmertshausen, Söllbot, Tottmannsweiler, Unterregenbach, Uzenrat, Zell.